# Ali Fallahian

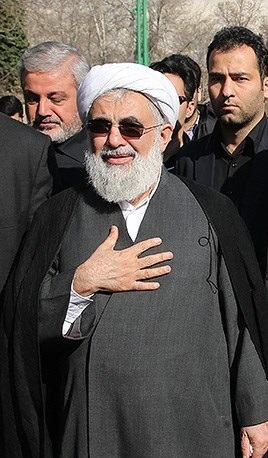
Ali Fallahian

Ali Fallahian oder Fallahijan (persisch علی فلاحیان‎; * 1945 in Nadschafābād) ist ein iranischer Politiker und Kleriker mit dem religiösen Titel Hodschatoleslam. In Deutschland wird der ehemalige Geheimdienstminister des Iran per Haftbefehl gesucht, Interpol hat ihn zur Festnahme aufgrund der Mittäterschaft am Anschlag von Buenos Aires 1994 ausgeschrieben.

## Leben
Von Juli 1989 bis August 1997, in der Amtszeit von Ali Akbar Hāschemi Rafsandschāni als Präsident des Iran, war er Leiter des iranischen Geheimdienstes VEVAK. Mohammed Chatami entließ den umstrittenen Geheimdienstminister und ersetzte ihn durch Ghorbanali Dorri-Nadschafabadi. Heute ist Fallahian Mitglied des einflussreichen Expertenrates.
In seiner Amtszeit als Geheimdienstminister verübte der VEVAK zahlreiche Anschläge auf iranische Oppositionelle innerhalb und außerhalb des Iran. Die spektakulärsten Anschläge waren:
- Die Ermordung des ersten iranischen Botschafters bei den Vereinten Nationen Kazem Rajavi in Genf am 24. April 1990.
- Das Mykonos-Attentat am 17. September 1992 auf Mitglieder der DKP-I, bei dem iranische Staatsbürger im Auftrag von iranischen Regierungsstellen auf deutschem Staatsgebiet ermordet worden waren und in das Fallahian involviert war und gegen die er vorab „entscheidende Schläge“ ankündigte.[5]
- Das Bombenattentat von 1994 auf das jüdische Kulturzentrum AMIA (Asociación Mutual Israelita Argentina) in Buenos Aires mit 85 Toten und mehr als 200 Verletzten. Es besteht ein internationaler Haftbefehl von Interpol auf Fallahian.[2]
- In den 1990er Jahren die Kettenmorde gegen iranische Oppositionelle, für die nach Akbar Gandschi Fallahian, den er als „Passepartout“ bezeichnet haben soll[6], die Schlüsselfigur war.